# محمدعباس تستری
سید محمدعباس تستری جزائری یا محمدعباس شوشتری (۱۲۲۴ ه‍.ق - ۱۳۰۶ ه‍.ق) یکی از علمای دینی و فقهای شیعه در هند بود که در ادبیات عرب و ادبیات فارسی تسلط کامل داشت. برای وی کتب متعددی از شعر و لغت فارسی و عربی گزارش شده‌است. نام کامل وی میر محمدعباس بن علی‌اکبر موسوی تستری (شوشتری) است.

## زندگی‌نامه
نسب وی از جهت پدری به سید نعمت‌الله جزائری می‌رسد؛ نسب وی چنین گزارش شده‌است: «محمدعباس بن علی بن جعفر بن أبی‌طالب بن نورالدین بن نعمت‌الله جزائری». خاندان وی پس از هجرت جدش جعفر از شوشتر (تستر) به هند، در آنجا بودند تا آنکه محمدعباس در هند به دنیا آمد. تاریخ ولادتش را آخر ربیع الاول سال ۱۲۲۴ ه‍.ق ذکر کرده‌اند.
وی یکی از شاگردان برجسته سید حسین نقوی نصیرآبادی معروف به سید العلماء است که در هند نزد او دانش آموخته است. میرحامد حسین -متکلم نامی شیعه- از شاگردان برجسته وی محسوب می‌گردد.

## وفات
وی در سال ۱۳۰۶ ه‍.ق از دنیا رفت و در حسینه غفران مآب دفن گردید.

## آثار
از جمله آثار او می‌توان به موارد ذیل اشاره کرد:
- من وسلوی
- رطب العرب، دیوان شعر عربی
- معراج المؤمنین
- بناء الإسلام
- الشریعة الغراء
- ریاض الإنشاء
- الظل الممدود
- ظل ممدود
- آتش‌پاره، ترجمه فارسی کتاب الشعلة الجوالة اثر حامد حسین هندی
- بغیه الطالب فی ایمان ابی طالب